# Fresque paléochrétienne
Les fresques paléochrétiennes sont une expression de l'art chrétien de l'Antiquité. Ces peintures se trouvent essentiellement dans les catacombes, plus rarement dans des églises antiques. Une grande partie des fresques paléochrétiennes conservées se trouve à Rome. 

Les fresques des IIe, IIIe et IVe siècles présentent des caractéristiques qui les lient à l'art gréco-romain de l'époque, que ce soit dans le rendu ou dans certains motifs (guirlandes de fleurs, oiseaux, etc.). Cependant, un des aspects qui les distingue de l'art "profane" est le caractère "spirituel" de cet art : les personnages sont représentés avec les yeux grand ouverts, regardant de face, au loin.
Les thèmes sont variés. Parmi ceux-ci, il y a :
- des représentations du Christ, généralement imberbe, jeune, vêtu d'une toge de philosophe ; parfois, le Bon Pasteur
- parfois, la Vierge à l'enfant ou l'adoration des Mages
- des représentations des Apôtres et de martyrs, avec des vêtements semblables au Christ
- l'"orant" ou l'orante : un être humain priant avec les bras levés, paumes tournées vers le ciel (ce peut être une figure de l'âme du défunt)
- des scènes bibliques qui évoquent, de manière non sanglante, le martyre et les diverses formes de supplice : les trois jeunes dans la fournaise, Daniel dans la fosse aux lions, Jonas jeté à l'eau.

De manière générale, la crucifixion et d'autres supplices n'apparaissent pas avant la fin du IVe siècle.
L'iconographie des catacombes survivra en partie dans la peinture médiévale et, d'abord, dans les mosaïques paléochrétiennes. 